# 辻博之
辻 博之（つじ ひろゆき、1984年2月10日 - ）は、日本の指揮者。

## プロフィール
東京藝術大学音楽学部声楽科卒業。在学中より、著名指揮者のもと新作を含む多くのオペラプロダクションにて、副指揮者、合唱指揮者をつとめ、国内の様々な劇場にて研鑽を積んだ。
  2013年に大田区民オペラを指揮してオペラデビューし、その後もロッシーニ「チェネレントラ」や多くの新作初演を指揮。深い歌への理解に基づいたアンサンブル作りを確立。新作日本オペラから古典まで幅広いレパートリーを広げている。また2012年には一人芝居と札幌交響楽団メンバーによるアンサンブルによる劇作品「年々去来」（十島英明演出）を指揮。演劇への作曲も、2012年「ジョンとジョー」「怪物」、2019年「鯨よ、私の手に乗れ！」（生田みゆき演出）等る精力的に活躍。オリジナルのミュージカル作品の作曲にも取り組み、演劇的に深く解釈された劇音楽への取り組みは、深く評価されている。
 合唱指揮者としても国内様々な演奏会に出演。慶應ワグネル・ソサイエティ男声合唱団等、著名合唱団や、東西4大学男声合唱連盟合同合唱等の客演の他、関東を中心とする10団体の指揮者、客演指揮者、音楽監督をつとめている。オペラの合唱指導でもその卓越した力量は年々評価され、合唱指揮をつとめたオペラ「白虎」においてはその合唱を「これは見事というほかはないアンサンブルと力感であった。」と評された。
  オーケストラの分野でも幅広く活躍。2011年には千葉県文化振興財団25周年「カルミナ・ブラーナ」にて総勢350名の出演者をまとめ成功に導いた。
 2017年にはオーケストラ・アンサンブル・金沢定期演奏会にデビュー。その後も同オーケストラと共にAvex classics international主催アマデウスライヴ(オーチャードホール、兵庫県立芸術文化センター等)日本ツアーを指揮、また、Ditto Orchestra,Seoul motetto choirと共に韓国ソウル芸術の殿堂にもデビュー。
九州交響楽団や読売日本交響楽団、東京フィルハーモニー交響楽団、大阪フィルハーモニー交響楽団、札幌交響楽団、新日本フィルハーモニー交響楽団、京都市交響楽団等著名オーケストラと共演を重ねる。
2021年新国立劇場オペラ研修所終了公演でのチマローザ「悩める劇場支配人」ではイギリス『オペラ』誌上で「優雅かつ的確な細やかさで、チマローザの音楽に脈々と流れる歓喜を引き出した」と評され、オペラブッファ指揮者としての評価を高めた。
2021年10月には東京藝術劇場にてオペラ「夕鶴」新演出(演出岡田利規)を指揮。